# Seznam československých hráčů v NHL v sezóně 1990/1991
Toto je seznam hráčů Československa a jejich statistiky v sezóně 1990/1991 NHL.
- Stanley Cup v této sezóně získali Jaromír Jágr a Jiří Hrdina s týmem Pittsburgh Penguins.

| Tým                 | Věk | Hráč             | Post | Počet zápasů | Branky | Asistence | Body | Počet zápasů v play off | Branky v play off | Asistence v play off | Body v play off |
| ------------------- | --- | ---------------- | ---- | ------------ | ------ | --------- | ---- | ----------------------- | ----------------- | -------------------- | --------------- |
| Washington Capitals | 24  | Michal Pivoňka   | F    | 79           | 20     | 50        | 70   | 11                      | 2                 | 3                    | 5               |
| Edmonton Oilers     | 26  | Petr Klíma       | F    | 70           | 40     | 28        | 68   | 18                      | 7                 | 6                    | 13              |
| Pittsburgh Penguins | 18  | Jaromír Jágr     | F    | 80           | 27     | 30        | 57   | 24                      | 3                 | 10                   | 13              |
| New York Islanders  | 24  | David Volek      | F    | 77           | 22     | 34        | 56   | Ne                      |                   |                      |                 |
| Hartford Whalers    | 19  | Bobby Holík      | F    | 78           | 21     | 22        | 43   | 6                       | 0                 | 0                    | 0               |
| Calgary Flames      | 19  | Robert Reichel   | F    | 66           | 19     | 22        | 41   | 6                       | 1                 | 1                    | 2               |
| Vancouver Canucks   | 23  | Robert Kron      | F    | 76           | 12     | 20        | 32   | Ne                      |                   |                      |                 |
| Philadelphia Flyers | 23  | Jiří Látal       | D    | 50           | 5      | 21        | 26   | Ne                      |                   |                      |                 |
| Montreal Canadiens  | 24  | Petr Svoboda     | D    | 60           | 4      | 22        | 26   | 2                       | 0                 | 1                    | 1               |
| Calgary Flames      | 26  | František Musil  | D    | 75           | 7      | 16        | 23   | 7                       | 0                 | 0                    | 0               |
| Pittsburgh Penguins | 32  | Jiří Hrdina      | F    | 51           | 6      | 17        | 23   | 14                      | 2                 | 2                    | 4               |
| Vancouver Canucks   | 19  | Petr Nedvěd      | F    | 61           | 10     | 6         | 16   | 6                       | 0                 | 1                    | 1               |
| Boston Bruins       | 27  | Vladimír Růžička | F    | 29           | 8      | 8         | 16   | 17                      | 2                 | 11                   | 13              |
| Chicago Blackhawks  | 22  | František Kučera | D    | 40           | 2      | 12        | 14   | Ne                      |                   |                      |                 |
| Philadelphia Flyers | 23  | Martin Hosták    | F    | 50           | 3      | 10        | 13   | Ne                      |                   |                      |                 |
| New York Rangers    | 29  | Miloslav Hořava  | D    | 29           | 1      | 6         | 7    | Ne                      |                   |                      |                 |
| Buffalo Sabres      | 28  | Jiří Šejba       | F    | 11           | 0      | 2         | 2    | Ne                      |                   |                      |                 |
| Chicago Blackhawks  | 25  | Dominik Hašek    | G    | 5            | 0      | 0         | 0    | 3                       | 0                 | 1                    | 1               |
| Edmonton Oilers     | 24  | Tomáš Sršeň      | F    | 2            | 0      | 0         | 0    | Ne                      |                   |                      |                 |

- F = Útočník
- D = Obránce
- G = Brankář